# Saint-Romain-la-Motte
Saint-Romain-la-Motte è un comune francese di 1 604 abitanti situato nel dipartimento della Loira della regione dell'Alvernia-Rodano-Alpi.

## Società

### Evoluzione demografica
Abitanti censiti